# 곰베주

곰베주의 위치

곰베주(영어: Gombe State)는 나이지리아의 북동부에 있는 주로, 주도는 곰베이다. 면적은 18,768km2이며, 인구는 2,353,000명(2006년)이다. 1996년 10월 1일 바우치주로부터 분리되면서 신설되었다. 북쪽과 북동쪽으로는 요베주, 남쪽으로는 타라바주, 서쪽으로는 바우치주, 동쪽으로는 보르노주, 남동쪽으로는 아다마와주와 접한다. 곰베주에는 양칼리 국립공원이 위치해 있고, "사바나의 보석"이라고 불린다.